# Kallimachos (skulptör)
Kallimachos, grekisk bildhuggare, verksam i Aten i slutet av 400-talet f.Kr.

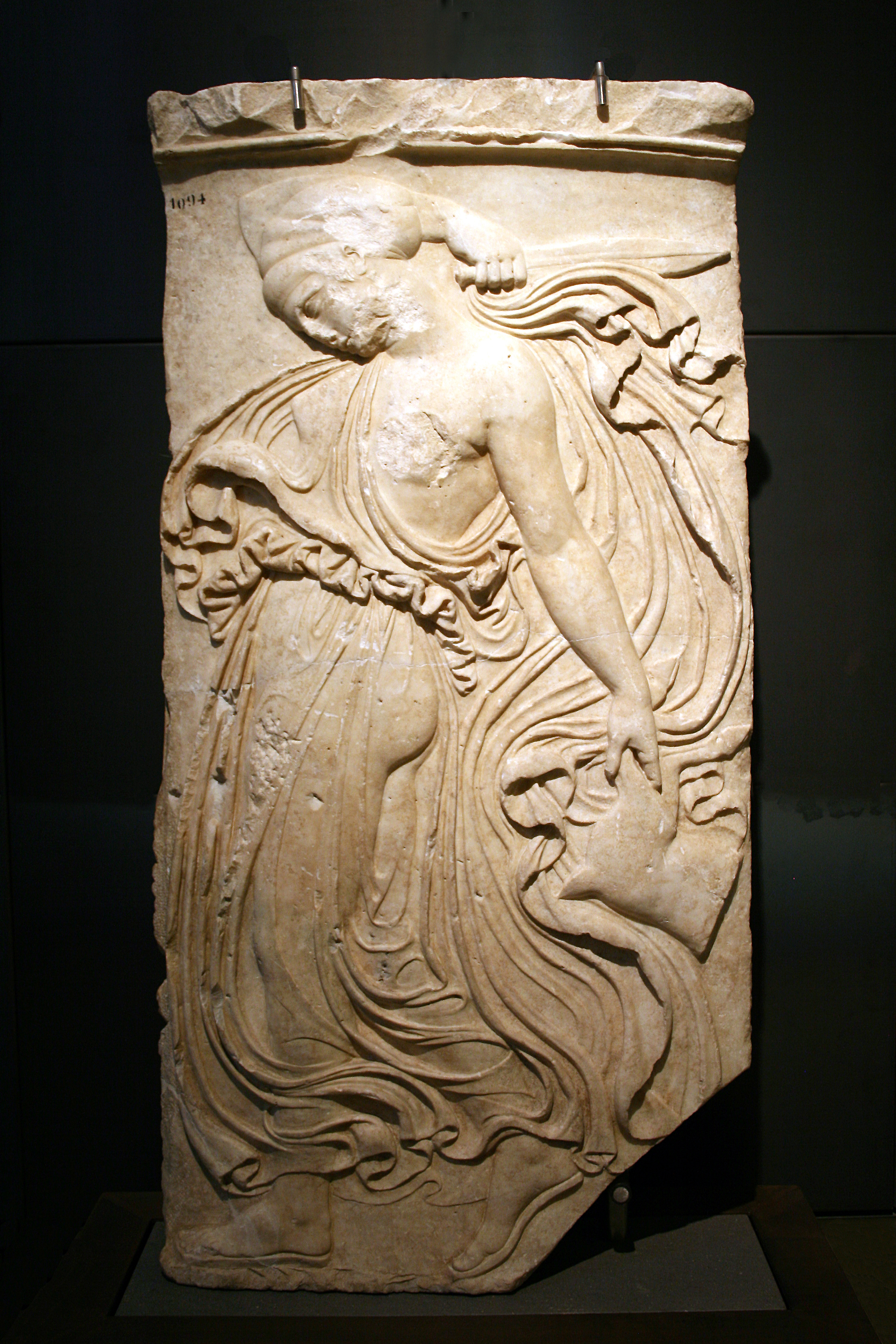
Maenad dans - romersk kopia efter Kallimachos (ca 406–405 f.Kr.) - Kapitolinska museerna.

## Biografi
Kallimachos, som tillhörde Fidias tidevarv, utmärkte sig genom sin perfektionism. Det hävdades att han genom noggrannhet och filning berövade sina verk (till exempel stoder av dansande spartanskor) allt naturlighetens behag. Han sägs ha infört användandet av borr vid marmorbehandlingen, och han ansågs (sannolikt utan grund) vara uppfinnare av det korintiska kapitälet. Han skall ha inspirerats av åsynen av en akantus som växte genom en korg.
I Erechtheion på Akropolis i Aten fanns av honom en konstfull gyllene kandelaber, vars uppställning förmodligen var samtida med fullbordandet av Erechtheions tempel, eller åren närmast efter 409 f.Kr.